# جيفري روزنبرغ
جيفري روزنبرغ (بالإنجليزية: Jeffrey Rosenberg)‏ هو طبال أمريكي، ولد في 21 يونيو 1974.

## وصلات خارجية
- جيفري روزنبرغ على موقع ميوزك برينز (الإنجليزية)
- جيفري روزنبرغ على موقع ميوزك برينز (الإنجليزية)
- جيفري روزنبرغ على موقع ديسكوغز (الإنجليزية)